# Wahkon (Minnesota)
Wahkon es una ciudad ubicada en el condado de Mille Lacs en el estado estadounidense de Minnesota. En el Censo de 2010 tenía una población de 206 habitantes y una densidad poblacional de 82,25 personas por km².

## Geografía
Wahkon se encuentra ubicada en las coordenadas 46°7′53″N 93°31′31″O / 46.13139, -93.52528. Según la Oficina del Censo de los Estados Unidos, Wahkon tiene una superficie total de 2.5 km², de la cual 2.49 km² corresponden a tierra firme y (0.41%) 0.01 km² es agua.

## Demografía
Según el censo de 2010, había 206 personas residiendo en Wahkon. La densidad de población era de 82,25 hab./km². De los 206 habitantes, Wahkon estaba compuesto por el 95.15% blancos, el 0% eran afroamericanos, el 2.43% eran amerindios, el 0.49% eran asiáticos, el 0% eran isleños del Pacífico, el 0% eran de otras razas y el 1.94% pertenecían a dos o más razas. Del total de la población el 0.97% eran hispanos o latinos de cualquier raza.